# Elena Mihailicenko
Elena Anatolievna Mihailicenko (în rusă Елена Анатольевна Михайличенко; n. 15 septembrie 2001) este o handbalistă rusă care joacă pentru GK Lada și echipa națională a Rusiei, pe postul de intermediar dreapta. 
Mihailicenko a fost cea mai bună marcatoare a echipei Rusiei la campionatul mondial pentru tineret din 2018 (cu 45 de goluri) și la campionatul mondial pentru junioare din 2018 (cu 44 de goluri), aproape toate golurile fiind înscrise de pe postul său preferat de intermediar stânga.

## Palmares
- Campionatul Mondial:
  -  Medalie de bronz: 2019

- Campionatul Mondial pentru Junioare:
  -  Medalie de aur: 2018

## Palmares individual
- Cea mai bună jucătoare (MVP) de la Campionatul Mondial pentru Junioare: 2018[6]
- Cea mai bună jucătoare (MVP) de la Campionatul European pentru Tineret: 2019[7]